# 166º Reggimento fucilieri motorizzato "Generale d'armata I. A. Pliev"
Il 166º Reggimento fucilieri motorizzato "Due volte Eroe dell'Unione Sovietica generale d'armata I. A. Pliev" (in russo 166-й мотострелковый полк имени дважды Героя Советского Союза генерала армии И. А. Плиева?, 166-j motostrelkovyj polk dvaždy Geroja Sovetskogo Sojuza generala armii I. A. Plieva) è un'unità militare delle Forze terrestri russe subordinata alla 58ª Armata combinata delle guardie e con base a Vladikavkaz, inizialmente costituita nel 2022 come Battaglione "Štorm-Ossezia" (in russo Батальон «Шторм-Осетия»?, Batal'on «Štorm-Osetija») da volontari provenienti dall'Ossezia Settentrionale-Alania.

## Storia
Il Battaglione "Štorm-Ossezia" è stato costituito nel giugno 2022, durante l'invasione russa dell'Ucraina, come unità di volontari provenienti dall'Ossezia Settentrionale-Alania. L'11 giugno 2023 è stato schierato insieme ai battaglioni "Alania", "Crimea" e "Sarmat" a protezione del villaggio di Lobkove, nell'oblast' di Zaporižžja, in concomitanza con l'inizio della controffensiva estiva ucraina nella regione. Tuttavia, in seguito agli attacchi dell'esercito ucraino, queste unità sono state costrette a ripiegare, cedendo il controllo della località.
Successivamente il battaglione è stato schierato nel villaggio di P'jatychatky, poco più a sud. Dopo aver resistito per cinque giorni, respingendo due attacchi ucraini, la posizione dell'unità è stata giudicata "indifendibile", portando così all'ordine di arretrare ulteriormente. Tuttavia nel caos della ritirata, avvenuta il 19 giugno, l'unità si è ritrovata circondata dalla 128ª Brigata d'assalto da montagna in avanzamento. Stando alle notizie giunte dal luogo dello scontro, il battaglione è stato "liquidato fino all'ultimo uomo". A riprova di ciò, la brigata ucraina che ha preso il controllo di P'jatychatky ha mostrato un'immagine di alcuni dei propri elementi con, ai piedi, la bandiera del battaglione osseto. Nello scontro è rimasto ucciso anche il vice comandante dell'unità, Ajvengo Techov. Il canale Telegram del battaglione ha inizialmente negato ogni perdita, pubblicando alcune vecchie immagini come prova. Tuttavia, il 30 giugno successivo, si è tenuta a Vladikavkaz una cerimonia in memoria del battaglione, sottolineando la decisione dei suoi uomini di "resistere fino all'ultimo". I resti dell'unità, perlopiù ufficiali sopravvissuti e membri dei reparti di supporto, sono stati aggregati al Battaglione "Alania".
Nel luglio 2024 il battaglione, ricostituto all'inizio dell'anno nei ranghi del 429º Reggimento della 19ª Divisione fucilieri motorizzata, ha lanciato una campagna di reclutamento su iniziativa del capo dell'Ossezia Settentrionale-Alania Sergej Menjajlo ed è stato espanso al rango di reggimento, includendo l'unità "Štorm-Ossezia" come battaglione d'assalto autonomo. Il 166º Reggimento fucilieri motorizzato così costituito è stato trasferito alle dirette dipendenze della 58ª Armata combinata delle guardie. L'unità è stata dispiegata nella regione di Zaporižžja, dove il 29 dicembre 2024 è stato ucciso da un drone FPV del Reggimento Kraken il capo di stato maggiore, Sergej Melnikov, lungo l'autostrada Vasylivka-Tokmak. Nel gennaio 2025 il reggimento è stato trasferito nell'oblast' di Donec'k, dove è stato impiegato in combattimento a Časiv Jar. Il 23 gennaio il reggimento è stato ufficialmente intitolato al generale dell'Armata Rossa di origine osseta e due volte Eroe dell'Unione Sovietica Issa Aleksandrovič Pliev.

## Struttura
- Comando di reggimento[7]
- 1º Battaglione fucilieri motorizzato
- 2º Battaglione fucilieri motorizzato
- 3º Battaglione fucilieri motorizzato
- Battaglione d'assalto "Štorm-Ossezia"
- Battaglione artiglieria semovente
- Compagnia corazzata
- Compagnia ricognizione
- Compagnia difesa contraerea
- Compagnia genio
- Compagnia medica
- Unità droni

## Comandanti
- Igor' Cgoev (giugno 2022 - giugno 2023)[12]
- Colonnello Ibragim Goreev (luglio 2024 - in carica)[7]